# O Pirata do Espaço
Groizer X (グロイザーX, Guroizā Ekkusu), conhecido no Brasil como O Pirata do Espaço é um anime produzido em 1976 por Go Nagai, dentro do estilo mecha.

## História
A ilha Akane é surpreendida pela queda de um objeto voador não identificado. O Professor Hideki Tobishima, chefe da base aérea da ilha, e Joe Kaizaka, piloto de acrobacias aéreas, vão ao local da queda para investigar e encontram uma nave com uma jovem muito ferida.
Socorrida por eles, a jovem – após receber tratamento médico – conta sua história: ela é natural da estrela Gailar. Estavam em pesquisa pelo espaço quando, por defeito, a nave teve que parar na Terra. Ficaram sob o mar em estado de sono induzido, esperando socorro de Gailar. Só que testes nucleares na Terra fizeram com que alguns despertassem. O comandante da segurança de Gailar, o malévolo Geldon, assassina covardemente o soberano legítimo e se auto-proclama imperador, desperta os demais e diz querer estabelecer seu império na Terra. Para isso, usaria o Pirata do Espaço, nave de combate desenvolvida pelo Professor Yan, o pai de Rita, que discorda dos pérfidos objetivos de Geldon e tenta fugir com a nave. Os soldados de Geldon o atingem e o capturam, mas Rita consegue fugir com o Pirata do Espaço, mesmo ferida. Na sua fuga, ela cai no Japão e é socorrida por Tobishima e Joe. 
A partir de então, o Japão começa a sofrer ataques sob as ordens do imperador Geldon, com seus "robôs-bomba", e o Pirata do Espaço começa a ser utilizado para a defesa do planeta, sendo pilotado por Joe e Rita, com o apoio de toda a equipe do Professor Tobishima.

### Drama
Embora o foco principal pudesse ser o robô gigante e suas batalhas, Pirata do Espaço tinha uma linha dramática muito forte, já que sucessivos infortúnios e dilemas pessoais aconteciam com os personagens, além de eventuais sacrifícios. Essa linha é mantida até o final da série, culminando com o casal principal da história não podendo ficar junto, embora se amassem de verdade.

## As naves (Pirata do Espaço e Robôs - Bombas)

### Armas
O pirata do Espaço era uma fortaleza voadora. Possuía armas poderosas tais como:
- Bolas de fogo (atiradas das antenas);
- Metralhadora Pirata;
- Míssil Pirata;
- Míssil Final - juntamente com a metralhadora pirata, eram as únicas arma do Pirata que podiam ser direcionadas para trás. Aliás, isso era um dos pontos fracos da nave;
- Míssil Pescoço;
- Míssil Disco-Voador;
- Flecha Azul;
- Bumerangue Pirata (discos "meia-lua", que saíam do alto da cabeça entre as antenas);
- Soco Pirata - quando transformado em robô;
- Sônico (saía do "nariz");
- Arco-íris Relâmpago (saía da "boca");
- Torpedo Voador - arma mais poderosa. Um torpedo gigante, com enorme poder de destruição; sozinho, o Torpedo Voador causava mais danos ao robô-bomba inimigo do que todas outras armas do Pirata do Espaço combinadas, porém, tinha duas desvantagens. Primeiro, por ser muito grande, pesado, e ocupar praticamente todo o espaço do "peito" da nave, só era possível levar um Torpedo para cada combate. Por isso, geralmente só era usado para finalizar o confronto, quando já se tinha certeza de que o inimigo seria aniquilado, como o golpe de misericórdia, pois, uma vez acionado, não haveria outro. Segundo, só podia ser usado na configuração de nave, ou seja, apenas nas batalhas aéreas, pois não havia como dispará-lo do peito na forma de robô, a não ser que fosse pra atirar de cima pra baixo ou quando estivesse de bruços ou deitado.

### Defesa
- Barreira (campo de força)

### Auxiliares
Além disso carregava 3 pequenas naves de apoio:
- Jato Pirata - Um jato de combate;
- Tanque Pirata - Um poderoso tanque-escavadeira;
- Tubarão Pirata - Pequeno submarino;

### Robô Gigante
O Pirata do Espaço também podia se transformar em um robô gigante e lutar.

### Robôs - Bombas
Base Gelmos
Nave principal do Império Gailar usada primariamente para transportar os Robôs - Bombas para a batalha. Devido a sua lentidão e vulnerabilidade, era pouco eficaz em combate. Posteriormente acabou destruída.
Robôs - Bombas
Veículos de combate elaborados para atacar o Pirata do Espaço. Suas formas variam ao longo da série, como animais, monstros, tanques e alguns com capacidade de se transformar. Geralmente possuem um piloto escalado por Geldon e acabam morrendo no fim do combate, sem qualquer chance de escapar. Houve um que imitava o Pirata do Espaço, mas em cores escuras.
Gailar - 5
Último Robô - Bomba que foi pilotado pelo próprio Geldon na batalha final. Mesmo com seu vasto armamento e tamanho avantajado, acabou liquidado, levando Geldon junto.

## Personagens
- Joe Kaizaka (海坂譲) – Piloto de acrobacias, tornou-se piloto do Pirata do Espaço, ao lado de Rita, por quem é secretamente apaixonado. Órfão em tenra idade, é filho adotivo do Prof. Tobishima, e mesmo tendo um temperamento difícil, sua lealdade aos amigos é inquestionável;
- Rita (リタ, Rita) – Gailariana, filha do cientista renegado prof. Yan, que desenvolvera o Pirata do Espaço, aparelho que pilota ao lado de Joe, a quem ama em segredo. Enfrenta com frequência o dilema de combater o próprio povo;
- Professor Hideki Tobishima (飛島秀樹, Tobishima Hideki) – Piloto militar reformado, veterano da Segunda Guerra Mundial, chefe do aeroporto – e futura base área – Akane. Bom estrategista, comandava as missões em terra. Também era respeitado e estimado na vila de Akane, a quem todos recorriam em busca de conselhos. Apesar de sua personalidade rígida, austera e explosiva, era muito amoroso e compreensivo, tanto que era uma figura paterna para Joe - e eventualmente também para Rita devido à ausência do Prof. Yan;
- Baku (バクさん, Baku-san) – Também um veterano piloto da II Guerra, serviu na mesma esquadrilha de Tobishima. Trabalhava como um dos pilotos comerciais da equipe e, após a chegada do Pirata do Espaço, também como piloto de reconhecimento. Suas bebedeiras e brigas com o jovem Sabu estavam entre as principais fontes de humor da série. Mantinha um avião biplano chamado Dragão Vermelho e acaba morrendo para impedir que a base fosse destruída;
- Sabu (サブ, Sabu) – Um garoto que faz parte da equipe da base, trabalhando como auxiliar de escritório e aprendiz de mecânico. Gostava de pregar peças, sobretudo em Baku; embora estas fossem toleradas na maioria das vezes, uma vez dançou pelado em frente a um grupo de garotas visitantes e isso quase lhe custou o emprego, pois isso despertou a fúria do Professor Tobishima. Foi preciso que Joe ameaçasse deixar a Base se ele e Baku (que ajudou na armação) não fossem readmitidos;
- Ippei – O mecânico da base. Às vezes perdia a paciência quando os combates "desconsertavam" seus consertos nas aeronaves;
- Gen (ゲン, Gen) – Exímio pescador e mergulhador, poderia viver tranquilamente do mar, mas seus sonhos estão acima do horizonte: desejando ardentemente ser piloto, vai com frequência à base Akane pedir a Joe e ao Professor que o ensinem a voar. Também estava presente quando o Pirata foi descoberto, sendo um dos poucos "de fora" que conhecem o segredo de sua localização. Mesmo não podendo travar um combate aéreo (outro sonho que passou a nutrir com a chegada do Pirata), ajuda sempre a equipe da base a localizar ameaças subaquáticas. Nota: a pronúncia correta do nome de Gen é "Guen", mas ele é chamado "Jen" na dublagem brasileira;
- Dr.Shimura (はかせ　シムラ, Hakase Shimura) -　Médico da ilha da Ilha Akane, pai de Midori e avô de Masato.
- Midori (ミドリ, Midori) - Filha mais nova do Dr.Shimura e tia de Masato. Amavél e simpática e grande amiga de Joe e Rita.
- Masato (正人, Masato) – Um garoto que fica órfão após um ataque de Gailar e sofre de doença terminal devido à radiação das bombas. De princípio culpava Rita pelo acontecido, mas Joe o fez perceber o erro que estava cometendo.
- Professor Yan – Engenheiro e pai de Rita – que ela julgava estar morto – descobre estar vivo (episódio 29). Finalmente pai e filha se reúnem no final da série.
- Chefe Yoshida (吉田長官) – Comandante militar do Japão. Diante da impotência de suas forças contra Gailar, sempre solicita apoio do Pirata do Espaço.
- Imperador Geldon (ゲルドン 帝王, Gerudon Teioh) – O grande vilão da série. Originalmente chefe militar das missões de pesquisa de Gailar, proclama-se imperador do novo império Gailar após assassinar o soberano verdadeiro e ordena a invasão da Terra.
- Chefe Gólen (ゴーレン 長官, Gooren Choukan) – Cientista do império Gailar, desenvolve as armas e robôs-bomba utilizados nos ataques à Terra. Rivaliza com Dagar pelas atenções do imperador.
- General/Marechal Dagar (ダガー 元帥) – Primeiro comandante militar de Geldon. Rival de Gólen, sonha em derrubar Geldon e tomar para si o posto de imperador. Após morrer numa batalha com o Pirata do Espaço, foi sucedido por Dógus.
- Marechal Dógus (ドゴス 元帥) – Ciborgue, torna-se comandante militar gailariano após a morte de Dagar. É apoiado por Gólen, que desenvolveu as partes mecânicas de seu corpo.